# Dixon (Misuri)
Dixon es una ciudad ubicada en el condado de Pulaski en el estado estadounidense de Misuri. En el Censo de 2010 tenía una población de 1549 habitantes y una densidad poblacional de 589,23 personas por km².

## Geografía
Dixon se encuentra ubicada en las coordenadas 37°59′43″N 92°5′45″O / 37.99528, -92.09583. Según la Oficina del Censo de los Estados Unidos, Dixon tiene una superficie total de 2.63 km², de la cual 2.63 km² corresponden a tierra firme y (0.1%) 0 km² es agua.

## Demografía
Según el censo de 2010, había 1549 personas residiendo en Dixon. La densidad de población era de 589,23 hab./km². De los 1549 habitantes, Dixon estaba compuesto por el 94.51% blancos, el 0.9% eran afroamericanos, el 0.26% eran amerindios, el 0.58% eran asiáticos, el 0.9% eran isleños del Pacífico, el 0.52% eran de otras razas y el 2.32% pertenecían a dos o más razas. Del total de la población el 4.71% eran hispanos o latinos de cualquier raza.